# Reciclagem de plástico

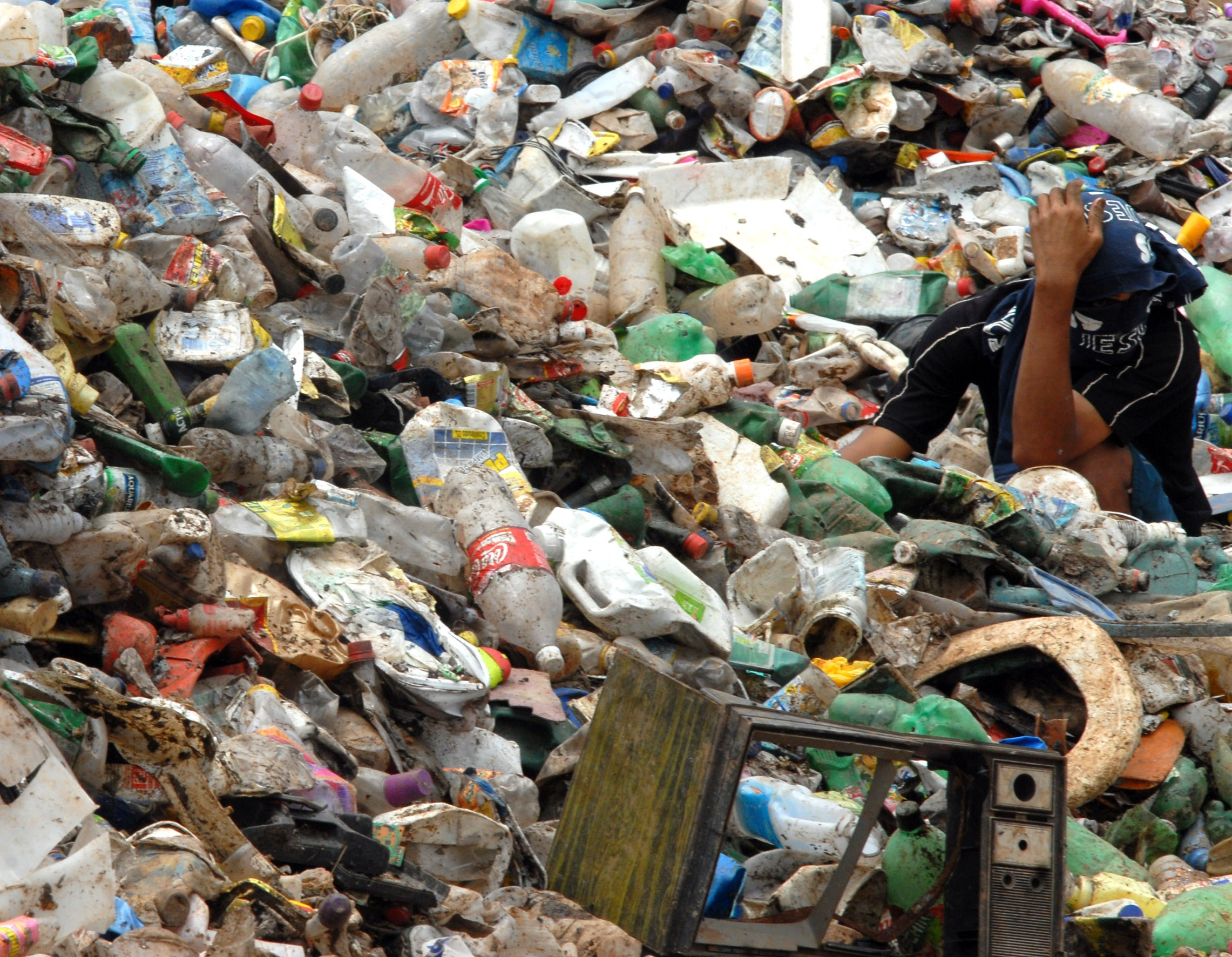
Embalagens plásticas depositadas em aterro sanitário.
(foto: Marcello Casal Jr./Agência Brasil)

A reciclagem de plástico consiste no processo de reciclagem de artefatos fabricados a partir de resinas (polímeros), geralmente sintéticas e derivadas do petróleo.

## Reciclagem primária ou pré-consumo ou Mecânica
É a conversão de resíduos plásticos por tecnologias convencionais de processamento em produtos com características de desempenho equivalentes às daqueles produtos fabricados a partir de resinas virgens.

## Reciclagem secundária ou pós-consumo
É a conversão de resíduos plásticos de lixo por um processo ou por uma combinação de operações. Os materiais que se inserem nessa classe provêm de lixões, sistema de coleta seletiva, sucatas, etc. são constituídos pelos mais diferentes tipos de material e resina, o que exige uma boa preparação, para poderem ser aproveitados.

### Reciclagem Química
É a conversão de resíduos plásticos em produtos químicos e combustíveis, por processos termoquímicos (pirólise, quimólise, conversão catálica). Por esses processos, os materiais plásticos são convertidos em matérias-primas que podem originar novamente as resinas virgens ou outras substâncias interessantes para a indústria, como gases e óleos combustíveis.

### Reciclagem Energética
Por incineração, obtendo-se dióxido de carbono, água e calor.

### Separação
Os diferentes tipos de plásticos são separados antes de serem reciclados. Esse processo é feito através das densidades destes.
- Polipropileno 0,90 – 0,915
- Polietileno de Baixa Densidade 0,910 - 0,930
- Polietileno de Alta Densidade 0,940 - 0,960
- Poliestireno 1,05
- Nylon 1,13 – 1,15
- Acrílico 1,17 – 1,20
- Poli (cloreto de vinila) 1,220 - 1,300
- Poli (tereflalato de etileno) 1,220 - 1,400

## No Brasil
Cada brasileiro consome, em média, aproximadamente 30 quilos de plástico reciclável por ano, segundo a Associação Brasileira da Indústria Química (Abiquim). Em 2010, de acordo com anuário do setor químico da entidade, foram consumidas no país cerca de 5,9 mil toneladas de plástico, o que representa 50% a mais do que há dez anos. Segundo levantamento feito pela entidade em 350 cidades que concentram quase metade da população urbana brasileira, 42% do lixo do país não receberam uma destinação adequada no ano passado. Ao todo, foram 23 milhões de toneladas de lixo levadas para lixões ou aterros controlados, que não são ambientalmente apropriados. 
Paradoxalmente no Brasil a reciclagem funciona como um depósito para onde se encaminham produtos ainda utilizáveis ou mesmo materiais reutilizáveis em processos de reciclagem parcial. A reciclagem parcial consiste em reprocessar resinas plásticas sem contaminantes e reconduzí-la ao mercado na forma de produtos diversos, de utilidade doméstica a peças industriais.
Porém esse tipo de reciclagem não é compreendido pelos governantes que estimulam o trabalho de catadores em lixões ou aterros onde pessoas em subemprego catam materiais para revendê-lo à indústria que reprocessa esses materiais sem conhecimento do público.
Existe a possibilidade de cerca de 70% do lixo doméstico ser reaproveitado na fabricação de produtos plásticos destinados ao uso doméstico na forma de utilidades domésticas, incluindo aí itens que podem entrar em contato com alimentos, levando potenciais contaminantes à mesa do consumidor.
Por outro lado, a manutenção de estrutura de cooperativas de catadores estimula a permanência das pessoas no subemprego e alimenta um mercado paralelo de sucatas onde empresas de grande porte buscam materiais a preço simbólico e a revenda desses materiais com valores próximos do plastico virgem.
O aterro sanitário surge como opção assim como a geração de energia utilizando-se desses materiais combustíveis ( plástico, madeira e papel ), podendo se tornar fonte de energia a abastecer metrópoles a um custo por Kw/H menores que os praticados pelas concessionárias de energia.  
Para aterros sanitários, em que existem sistemas para evitar contaminação de água e solo, foram levadas 31 milhões de toneladas de lixo. O fungo, nativo da amazônia, Pestalotiopsis microspora, pode alimentar-se de plásticos produzidos à base de poliuretano.

### Primária ou pré-consumo

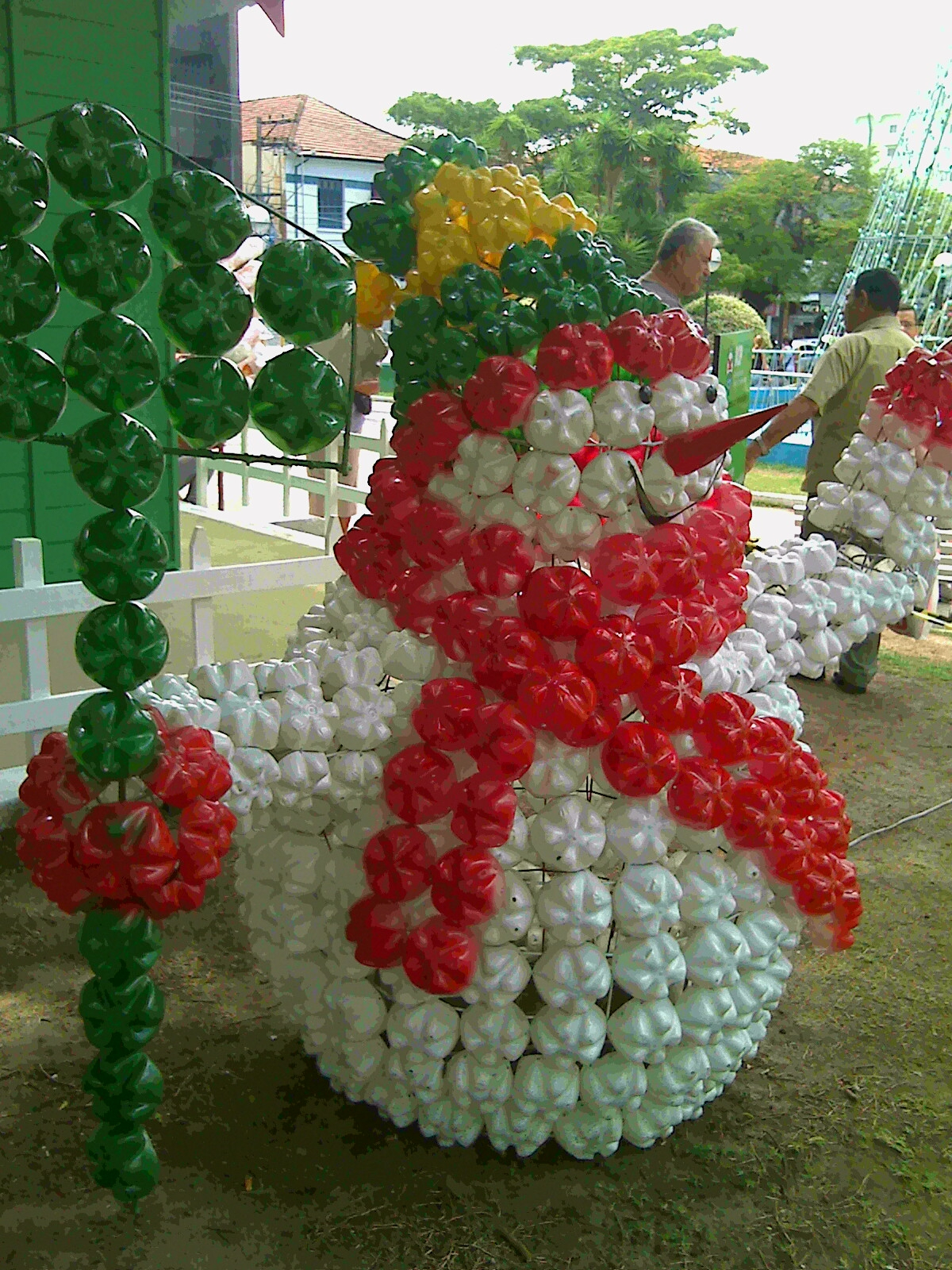
Escultura com garrafas plásticas em Pindamonhangaba-SP - dez/2011

## Exemplos de reciclagem de plástico

### Secundária ou pós-consumo
Tecidos ecológicos podem ser produzidos a partir de fios provenientes do processamento de materiais plásticos PET, de embalagens já utilizadas.